# Pseudagapostemon joergenseni
Pseudagapostemon joergenseni is een vliesvleugelig insect uit de familie Halictidae. De wetenschappelijke naam van de soort is voor het eerst geldig gepubliceerd in 1908 door Friese.